# Waltham Watch Company
 (juin 2014).
Pour les articles homonymes, voir Waltham.
Waltham Watch Company aussi connue sous les noms de American Waltham Watch Co. et American Watch Co., est une entreprise américaine ayant fabriqué près de 40 millions d'appareils d'horlogerie entre 1850 et 1957. L'usine de Waltham dans le Massachusetts abrite aujourd'hui un musée. 

## Fondation: concept révolutionnaire
En 1850, à Roxbury dans le Massachusetts, David Davis, Edward Howard et Aaron Lufkin Dennison ont fondé ensemble la société qui devait devenir l'American Waltham Watch Company. Le concept, révolutionnaire à l'époque, était de produire les pièces des mouvements de montres avec une précision telle, qu'elles seraient toutes complètement interchangeables.

## American Horology Company
En 1851, ils nommèrent la société « American Horology Company » et la production débuta dans une fabrique neuve. Fin 1852, les premières montres étaient terminées. Les dix-sept premières pièces, marquées « The Warren Mfg Co » furent distribuées parmi les officiels de la compagnie. Les suivantes, numéros 18 à 100 furent gravées « Warren Boston », les 800 suivantes  « Samuel Curtis ». Un tout petit nombre, nommées « Fellows & Schell », furent vendues à 40 dollars.

## Boston Watch Company
La société fut renommée « Boston Watch Company » en septembre 1853. Une nouvelle fabrique fut construite à Waltham, au bord du fleuve « Charles River », en amont de la source d'énergie hydraulique d'une fabrique de coton (la fabrique Waltham grandit jusqu'à sa taille actuelle, soit 750 fenêtres d'affilée). En octobre 1854, la compagnie s'y établit définitivement. Les prochains mouvements produits, portant les numéros 1001-5000, furent marqués « Dennison, Howard, & Davis », « P.S.Bartlett », et « C.T. Parker ».

## Appleton Tracy & Co
Après une banqueroute la compagnie fut vendue aux enchères à M. Royal E. Robbins, distributeur horloger de New York, qui la réorganisa sous le nouveau nom de « Appleton Tracy & Co »  en mai 1857. Les prochains mouvements, dorénavant le fameux « model 1887 » (calibre 1887), portèrent ce nom, numérotés 5 001 à 14 000. Par la suite la marque  « C.T. Parker » fut également introduite sur le calibre 1857 : 399 pièces furent fabriquées, ainsi que 598 chronomètres. En janvier 1853 la montre « P.S. Bartlett » fut introduite.

## American Waltham Watch Company
En janvier 1859 les sociétés  « Waltham Improvement Co. » et « Appleton, Tracy & Co. » fusionnèrent, créant la société « American Waltham Watch Company ». En 1860, à l'élection du Président Abraham Lincoln, le pays était déchiré par la guerre civile. La production fut presque entièrement stoppée. Cependant la compagnie décida de réduire drastiquement ses coûts afin de survivre à la crise, ce qui lui réussit.

## Fournisseur des chemins-de-fer

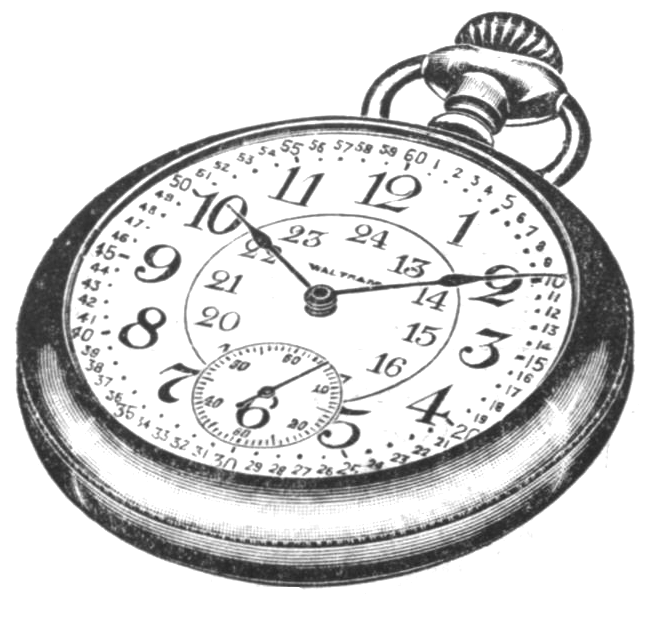
Exemple du montre de poche pour les chemins de fer, du catalogue Eaton canadien de 1917.

Waltham devint le fournisseur principal de chronomètre de chemin-de-fer selon les prescriptions de l'ingénieur Webb C. Ball aux différentes compagnies de chemin de fer en Amérique du Nord ainsi que graduellement dans 52 autres pays du monde.

## Exposition universelle de 1876 à Philadelphie

### Automate à vis et chaîne de montage horlogère
Lors de la Centennial Exposition de Philadelphie, Waltham présenta la première machine totalement automatique à produire des vis de précision, ainsi qu'une chaîne de production horlogère en démonstration.

### Premier concours international de chronométrie
Waltham obtient la médaille d'or du premier concours international de précision horlogère organisé à cette occasion.

### Rapport de Jacques David à l'industrie horlogère suisse
Jacques David, directeur technique de la fabrique d'horlogerie des Longines, se rendit aux États-Unis à l'occasion de cette manifestation, et, à son retour, publia un rapport très alarmiste sur l'avance technologique qu'avait pris l'industrie horlogère américaine. Il contribua grandement à la modernisation de l'industrie horlogère suisse : "MM. Les Horlogers suisses: Réveillez-vous !".

## Œuvre de pionnier dans l'industrialisation
Non seulement l'horlogerie américaine, mais celles du monde entier sont redevables des inventions et développement réalisés par les pionniers qui ont créé Waltham, tels que Bacon, Church, Aaron Lufkin Dennison, Fogg, H. Marsh, Webster et Woerd.

## Production /Serial Numbers
L'« American Waltham Watch Company » a produit environ 40 millions de montres de haute qualité, de pendules, horloges, compteurs de vitesse, compas, détonateurs et autres instruments de haute précision au cours du centenaire de son existence aux États-Unis. Chaque mouvement ayant été numéroté individuellement, il est possible de consulter un moteur de recherche pour retrouver les caractéristiques d'une antique Waltham.

## Transferts vers la Suisse: Waltham International SA
La société cesse son activité aux États-Unis en 1957, après avoir fondé une filiale en Suisse en 1954, Waltham International SA, pour poursuivre la tradition de la marque Waltham en produisant des montres suisses de haute qualité. 
La production de montres Waltham reprend en 2021, où le groupe Watch Angels, co-fondé par Guido Benedini, relance la gamme Field and Marine, l'iconique « première montre waterproof fonctionnant réellement. » 
Ces montres remises au goût du jour et au standards Swiss Made ont été produites sous le modèle du crowd manufacturing, un dérivé avantageux du crowd funding. 

## Sources
- (en) The Watch Factories of America Past and Present by Henry G. Abbott (1888)
- (en) Watchmaking and the American System of Manufacturing (2009)
- (en) Boston The Cradle of American Watchmaking
- (en) The Boston Watch Co
- (en) Origins of Waltham Model 57
- (en) Time Museum Rockford, Illinois, U.S.A.
- (en) Philadelphia Exhibition 1876 Report to the Federal High Council by Ed. Favre-Perret (1877)
- (en) American and Swiss Watchmaking in 1876 by Jacques David
- (en) Cooksey Shugart, Tom Engle, Richard E. Gilbert et Martha Shugart (éditeur), Complete price guide to watches, Cleveland, TN Paducah, KY Surrey, Cooksey Shugart Publications Distributed by Collector Books European distributor, Bushwood Books, 1998, 1080 p. (ISBN 978-1-574-32064-0, OCLC 38762824).
- https://watchangels.ch/waltham/